# Rao Pingru
Rao Pingru (Nanchang, 27 novembre 1922 – Shanghai, 4 aprile 2020) è stato un fumettista cinese.

## Biografia
Nel 1940 si arruolò nell'esercito e fu ammesso nell'Accademia Militare della Repubblica cinese a Chengdu. Nel 1945 divenne tenente della 83ª divisione della 100ª Fanteria dell'Esercito Rivoluzionario Nazionale. Nel 1948 sposò Mao Meitang. Nello stesso anno fu nominato capitano. Dal 1958 al 1979, ha trascorso un periodo in un campo di rieducazione ad Anhui per il suo ruolo nell'esercito nazionalista. Ha poi lavorato per un po' come redattore e ha tenuto una rivista medica. Dopo la morte della moglie nel 2008, ha scritto un libro in sua memoria, imparando a disegnare dalle opere di Jean-Jacques Sempé. Il libro, La nostra storia, è stato pubblicato in Cina nel 2013, in Italia è stato tradotto da Filippo Bernardini e pubblicato nel 2018. Nel 2017, all'età di 95 anni, è stato ospite d'onore al Festival international de la bande dessinée d'Angoulême.
| Controllo di autorità | VIAF (EN) 310622130 · ISNI (EN) 0000 0004 3690 1476 · LCCN (EN) no2014105889 · GND (DE) 126635672X · BNF (FR) cb43875745t (data) |